# Bystřice (přítok Cidliny)

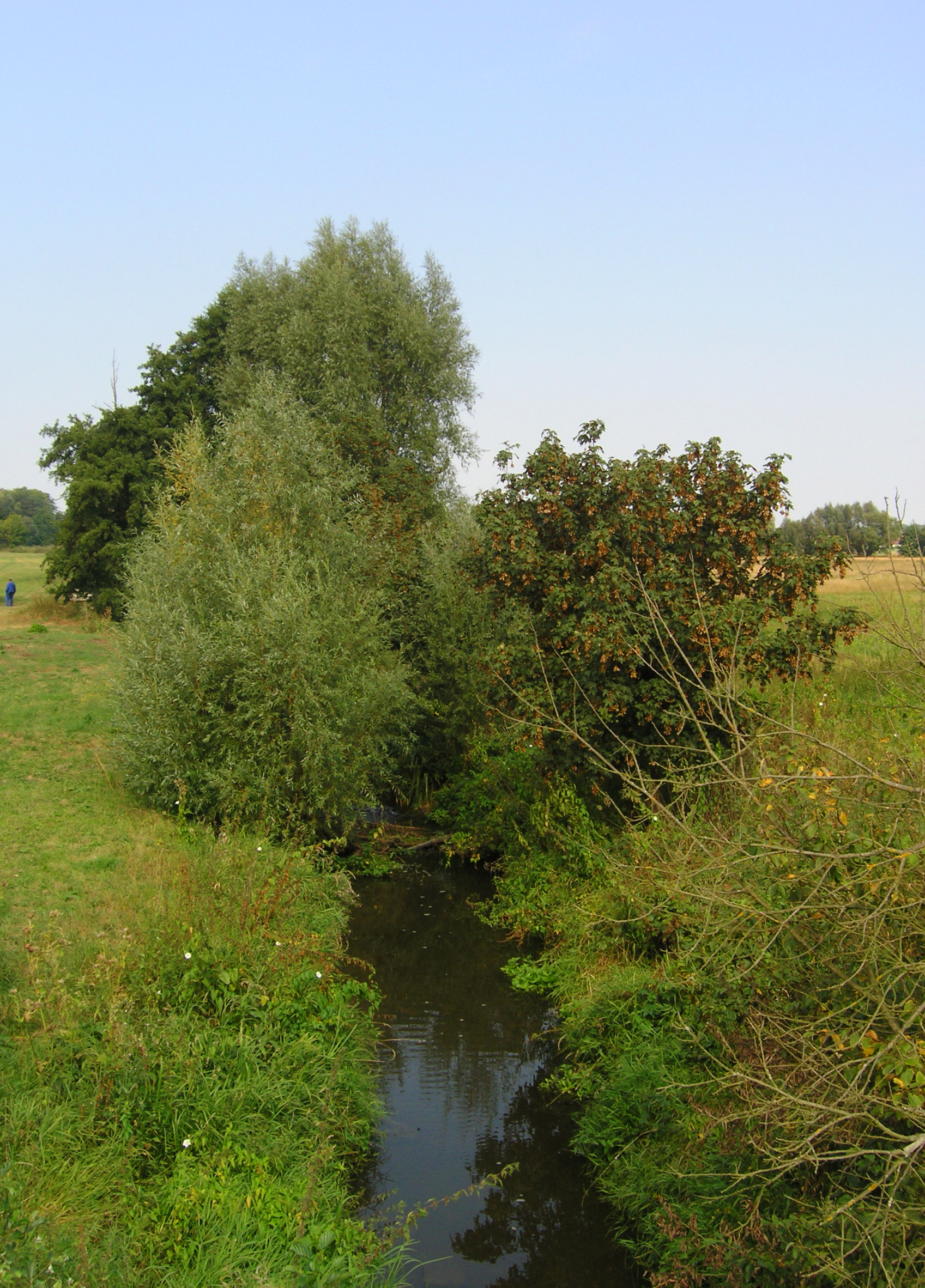
Bystřice na středním toku
u Boharyně

Bystřice je levostranný, celkově největší přítok řeky Cidliny v Královéhradeckém kraji. Délka toku činí 62,7 km. Plocha povodí měří 379,2 km².

## Průběh toku
Řeka Bystřice pramení u Vidonic zhruba 10 kilometrů východně od Nové Paky v nadmořské výšce 481,4 m. Na horním a středním toku teče převážně k jihu až k jihovýchodu. Protéká Miletínem, Rohoznicí, Jeřicemi, Dohalicemi, Mokrovousy, Nechanicemi, Kunčicemi a Boharyní. Na dolním toku mezi obcemi Puchlovice a Kratonohy se řeka obrací na západ. Dále protéká okolo obcí Kosičky a Kosice, u kterých je uměle rozdělena do dvou ramen. První rameno nazývané Mlýnská Bystřice (původní staré koryto) teče západním směrem a ústí do Cidliny zhruba 3 kilometry severovýchodně od Chlumce nad Cidlinou na jejím 32,0 říčním kilometru. Druhé (hlavní) rameno tekoucí na jihozápad ústí do Cidliny přímo v Chlumci na 29,0 říčním kilometru v nadmořské výšce 213,9 m. Tok se vyznačuje častými meandry. Na řece nedaleko osady Komárov se nalézá zajímavá technická stavba – akvadukt převádějící tok Bystřice přes Bašnický potok. Akvadukt byl vybudován v rámci regulace toku v letech 1949 –1953.

### Větší přítoky
- levé – Bystrý potok, Rybničný potok, Mlakovská svodnice, Radostovský potok, Třesický potok, Starovodský potok
- pravé – Bubnovka, Klenická svodnice, Bašnický potok, Barchovský potok

## Vodní režim
Průměrný průtok u ústí činí 1,55 m³/s.
Hlásné profily:
| místo     | říční km | plocha povodí | průměrný průtok (Qa) | stoletá voda (Q100) |
| --------- | -------- | ------------- | -------------------- | ------------------- |
| Rohoznice | 50,10    | 43,47 km²     | 0,34 m³/s            | 28,5 m³/s           |
| Roudnice  | 13,30    | 268,00 km²    | 1,45 m³/s            | 56,7 m³/s           |

## Chráněná území
Necelé 4 kilometry dlouhý úsek v okolí Kalu je chráněn jako přírodní památka Kalské údolí z důvodu ochrany ohrožených a chráněných druhů rostlin a živočichů ve vodním toku a na vlhkomilných loukách.   
Asi kilometrový úsek před Hořicemi je i s údolní nivou chráněn jako přírodní památka Údolí Bystřice kvůli ochraně květeny a zvířeny na slatinné louce. 
Asi 26 km dlouhý úsek vodního toku (bez náhonů) na území okresů Jičín a Hradec Králové od vsi Březovice až k Boharyni je chráněn jako přírodní památka Bystřice kvůli výskytu mlže velevruba tupého (Unio crassus).

## Mlýny
- Kalský mlýn – Kal u Pecky, okres Jičín, kulturní památka